# 산타 마리아 소프라 미네르바 성당

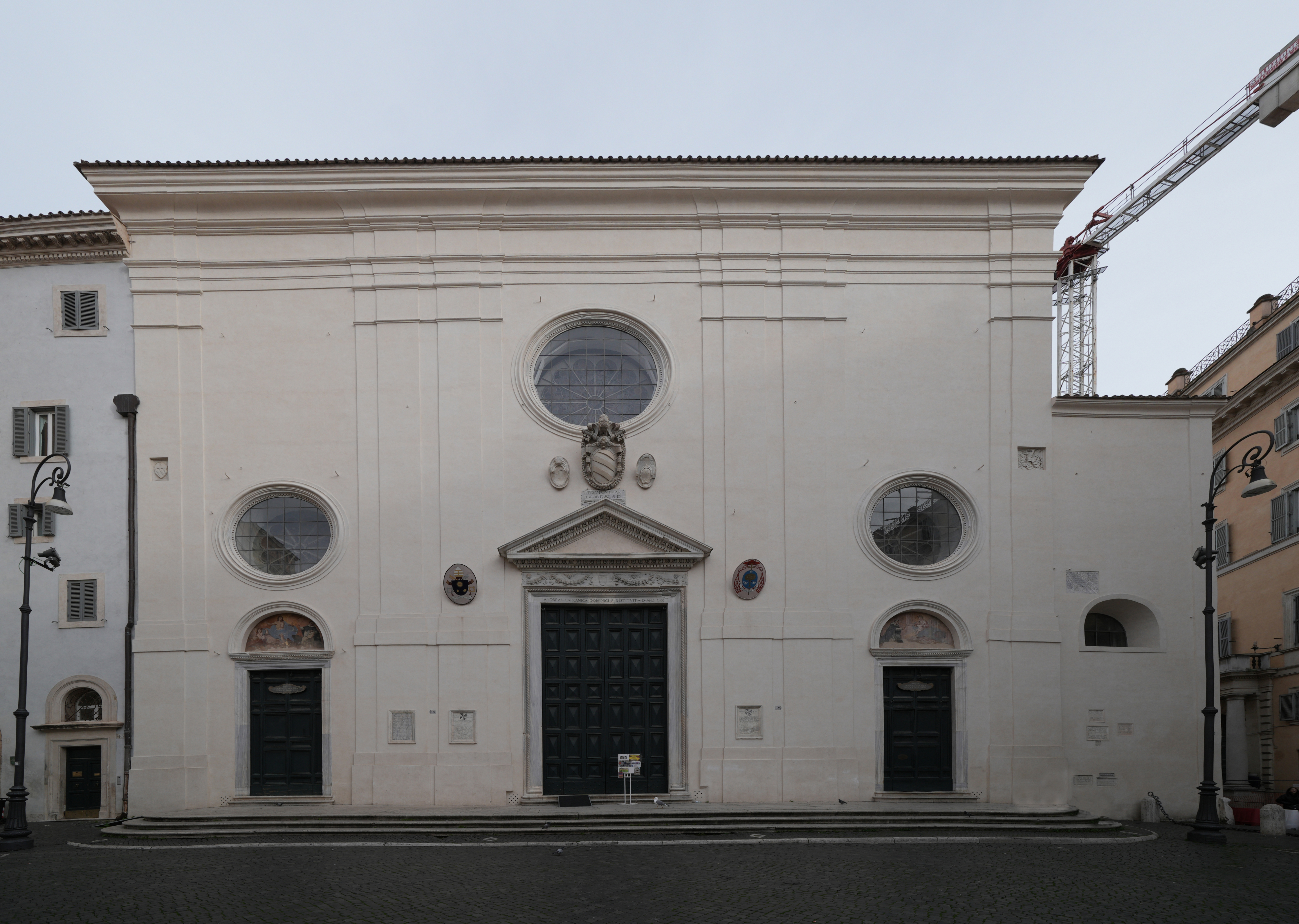
성당의 외관.

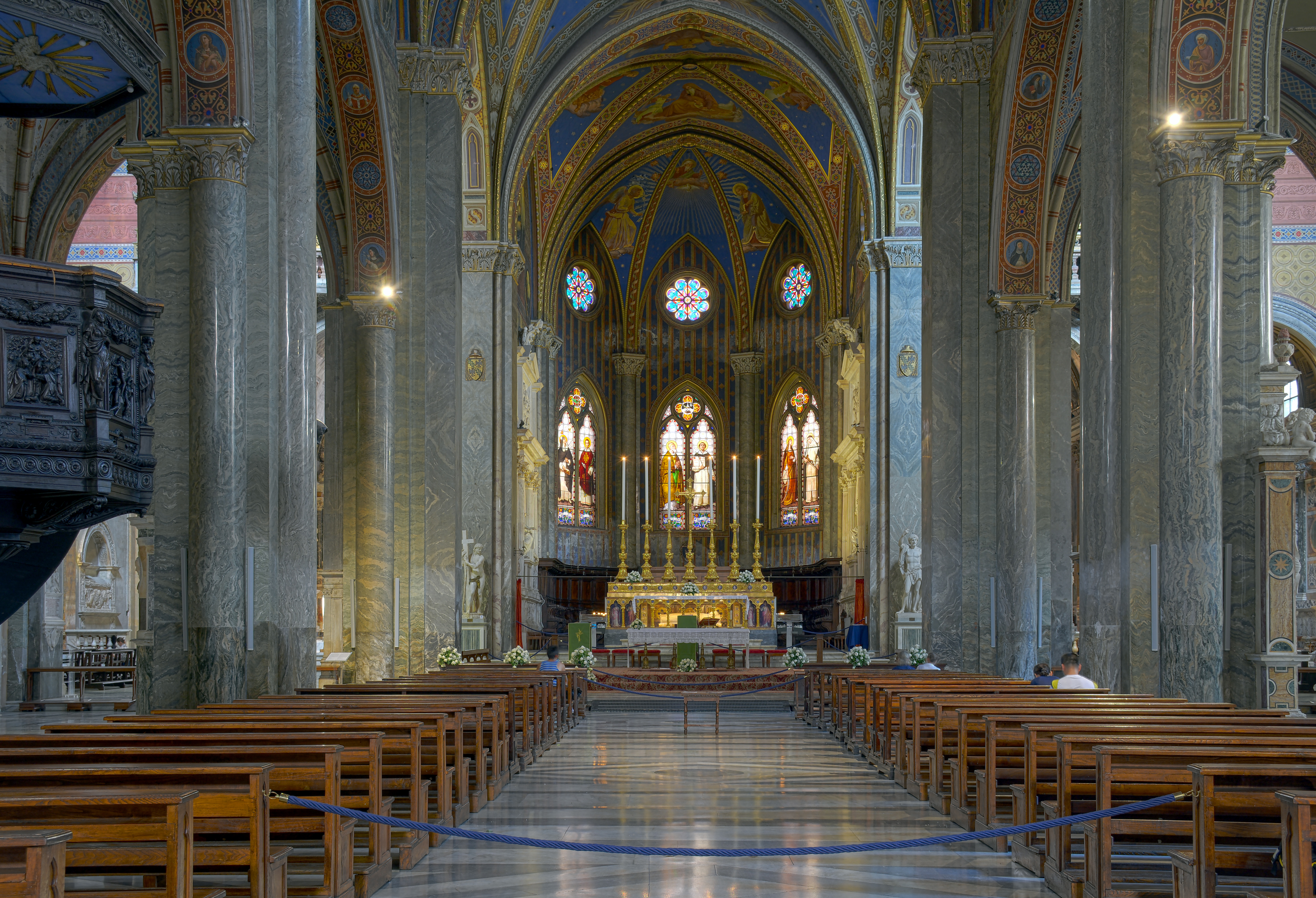
성당의 내부.

산타 마리아 소프라 미네르바 성당(이탈리아어: Basilica di Santa Maria sopra Minerva)은 로마에 있는 성당이다. 이 성당은 캄푸스 마르티우스 지역의 미네르바 광장에 있으며, 로마에서 유일한 고딕 양식 성당이자 도미니코회에서 관리하는 성당 가운데 으뜸가는 성당이다.
이 성당은 수많은 초기 기독교 시대의 성당들과 마찬가지로 미네르바 여신에게 바친 신전이었던 장소 위에 건설한 까닭에 이러한 이름을 갖게 되었다. 화려하지 않고 수수한 외관 이면에는 밝은 계통의 붉은색 서까래와 푸른색, 금도금한 별들이 그려진 아치형의 둥근 천장이 있으며, 이는 19세기에 부흥한 고딕 양식이다. 성당 건물은 피냐 구획의 판테온과 인접한 작은 미네르바 광장에 자리 잡고 있다.
페데리코 바로치의 《사도들의 성찬식》제단화가 있다.